# Песчана
Песчана (рум. Pesceana) — село у повіті Вилча в Румунії. Входить до складу комуни Песчана.
Село розташоване на відстані 162 км на захід від Бухареста, 30 км на південний захід від Римніку-Вилчі, 67 км на північ від Крайови, 143 км на південний захід від Брашова.

## Населення
За даними перепису населення 2002 року у селі проживали 337 осіб, усі — румуни. Усі жителі села рідною мовою назвали румунську.